# Pierre Tornade
Pierre Tornade, född Pierre Tournadre den 21 januari 1930 i Bort-les-Orgues, död 7 mars 2012 i Rambouillet, var en fransk skådespelare och röstskådespelare.

## Karriär
Pierre Tornade började sin skådespelarkarriär 1956 i filmen Les Truands, där han antog sitt artistnamn. Han spelade efter det i flera serier som Thierry la Fronde (1963), Les Cinq Dernières Minutes (1964–1971), Le Chevalier d'Harmental (1966) och Les Dossiers de l'agence O (1968). På grund av sin imponerande och höga gestalt (1,88 m) framträdde han ofta som en polis eller soldat. Hans mest kända roller var faderns offer i Dupont Lajoie (1975), Capitaine Dumont i serien Mais où est donc passée la septième compagnie ? (1973), och Florimond Faroux i serien Nestor Burma från första till sjätte säsongen.
Som en berömd röstskådespelare började han med Majestix i de animerade filmerna Asterix och hans tappra galler (1967), Asterix och Kleopatra (1968) och Asterix 12 stordåd (1976). Han var senare Averell Dalton i Lucky Luke-animerade filmer Lucky Luke rensar stan (1971), Bröderna Daltons hämnd (1978) och Lucky Luke – det stora äventyret (1983). Han var också Obelix i fyra andra animerade Asterix-filmer, Asterix – gallernas hjälte (1985), Asterix och britterna (1986), Asterix – bautastenssmällen (1989) och Asterix i Amerika (1994).

## Dödsfall
Pierre Tornade dog den 7 mars 2012 på sjukhuset i Rambouillet efter flera dagar i koma till följd av en fallolycka i sitt hem i Yvelines.

## Filmografi

### Filmer
| År    | Titel                                                    | Roll                         |
| ----- | -------------------------------------------------------- | ---------------------------- |
| 1956  | Les Truands                                              | minister                     |
| 1957  | Comme un cheveu sur la soupe                             | butler                       |
| 1959  | Nina                                                     | inspektör                    |
| 1963  | Bébert et l'Omnibus                                      | polis                        |
| 1963  | L'Honorable Stanislas, agent secret                      | inspektör                    |
| 1964  | Allez France !                                           | supporter i bussen           |
| 1964  | Les Gorilles                                             | polis                        |
| 1965  | Le Gendarme à New York                                   | läkare                       |
| 1965  | Les Baratineurs                                          | Thès                         |
| 1966  | Monnaie de singe                                         | fängelsevakt                 |
| 1966* | Den stora restauranten                                   | butler                       |
| 1966  | Monsieur le président-directeur général                  | adjutant                     |
| 1966  | Le Plus Vieux Métier du monde                            | förslagsställaren            |
| 1966  | Tendre Voyou                                             | garagekund                   |
| 1966  | Trois enfants dans le désordre                           | medel                        |
| 1967  | La Nuit des généraux                                     | Orderly                      |
| 1967  | Le Petit Baigneur                                        | Jean-Baptiste Castagnier     |
| 1967  | Le Fou du labo 4                                         | inspektör                    |
| 1968  | Den tatuerade legionären                                 | polis                        |
| 1969  | Den fantastiske Brain                                    | belgisk soldat               |
| 1969  | L'Auvergnat et l'Autobus                                 | Grosswiller                  |
| 1970  | Trois hommes sur un cheval                               | Jo Gabardine                 |
| 1971  | L'Explosion                                              | Léopold                      |
| 1971  | Un cave                                                  | bonde                        |
| 1973  | La Raison du plus fou                                    | första cyklist               |
| 1973  | Je sais rien, mais je dirai tout                         | polis                        |
| 1973  | Mais où est donc passée la septième compagnie ?          | Capitaine Dumont             |
| 1973  | Antoine et Sébastien                                     | Max                          |
| 1973  | La Rage au poing                                         | Jo, den barägare             |
| 1974  | Le Permis de conduire                                    | bankdirektör                 |
| 1974  | Vos gueules, les mouettes !                              | kapten                       |
| 1974  | Impossible... pas français                               | Albert Lombard               |
| 1975  | Dupont Lajoie                                            | Colin                        |
| 1975  | Opération Lady Marlène                                   | Commandant Mouinot           |
| 1975  | On a retrouvé la septième compagnie                      | Capitaine Dumont             |
| 1975  | Adieu poulet                                             | Commissaire Pignol           |
| 1975  | Soldat Duroc, ça va être ta fête                         | Sergent Lapointe             |
| 1976  | Oublie-moi, Mandoline                                    | Jean-Paul Tardu              |
| 1976  | Le Jour de gloire                                        | borgmästare                  |
| 1977  | Dis bonjour à la dame                                    | Robert Ferry                 |
| 1977  | Arrête ton char... bidasse !                             | Capitaine Marcus             |
| 1978  | Général... nous voilà !                                  | Julien Berger                |
| 1979  | C'est dingue... mais on y va                             | Arthur Beyssac               |
| 1980  | L'Œil du maître                                          | fallskärmshoppare            |
| 1981  | Le Chêne d'Allouville (eller Ils sont fous ces Normands) | borgmästare Henri Brainville |
| 1981  | Signé Furax                                              | Obélisque-medel              |
| 1983  | Salut la puce                                            | Alfred                       |
| 1984  | Fort Saganne                                             | far till Charles             |
| 1986  | Didi auf vollen Touren                                   | Commissaire Bontemps         |
| 1986  | Les Gauloises blondes                                    | Biturix                      |
| 1988  | À notre regrettable époux                                | Radetsky                     |

### TV-filmer
| År   | Titel                                        | Roll            |
| ---- | -------------------------------------------- | --------------- |
| 1959 | La Nuit de Tom Brown                         | barägare        |
| 1965 | Version grecque                              | Cloides         |
| 1966 | Rouletabille (och Rouletabille chez le Tsar) | Koupriane       |
| 1967 | Deux Romains en Gaule                        | gallisk veteran |
| 1967 | Beaumarchais ou 6000 fusils                  | sergeant        |
| 1969 | Sainte Jeanne                                | Baudricourt     |
| 1972 | Les Chemins de fer                           | Courtevoil      |
| 1973 | Le Maître de pension                         | Jaminet         |
| 1977 | Le Passe-muraille                            | Lecuyer         |
| 1978 | Les Palmiers du métropolitain                | Monsieur Léon   |
| 1979 | Le Plus Heureux des trois                    | Marjavel        |
| 1981 | Le Charlatan                                 | Émile Flaubert  |
| 1982 | Les Grands Ducs                              | Fernand         |
| 1986 | Le Dindon                                    | Pinchard        |
| 1991 | Papy super star                              | Victor          |
| 1991 | L'Huissier                                   | kommissionär    |

### TV-serier
| År      | Titel                                  | Roll                                      |
| ------- | -------------------------------------- | ----------------------------------------- |
| 1963    | Thierry la Fronde                      | Arnaut (1 episod) Taillevent (2 episoder) |
| 1964–71 | Les Cinq Dernières Minutes             | olika karaktärer                          |
| 1965    | Seule à Paris                          | Paul                                      |
| 1966    | Le Chevalier d'Harmental               | Roquefinette                              |
| 1966    | Les Compagnons de Jéhu                 | Antoine                                   |
| 1966    | Comment ne pas épouser un milliardaire | Shirley                                   |
| 1968    | Les Dossiers de l'agence O             | Joseph Terrence                           |
| 1968    | L'Homme du Picardie                    | Malbosc                                   |
| 1971    | Les Nouvelles Aventures de Vidocq      | prefekt                                   |
| 1972    | Pot-Bouille                            | Campardon                                 |
| 1974    | L'Homme au contrat                     | Fredo                                     |
| 1977    | Les Folies Offenbach                   | Fialin de Persigny                        |
| 1981    | Arcole ou la Terre promise             | Benoît Courtade                           |
| 1981    | Histoire contemporaine                 | Monsieur Compagnon                        |
| 1982    | Toutes griffes dehors                  | Barbazan                                  |
| 1984    | Allô Béatrice                          | kommissionär                              |
| 1985    | Le Canon paisible                      | Maurice                                   |
| 1988    | La Belle Anglaise                      | Raoul                                     |
| 1991–98 | Nestor Burma                           | Commissaire Faroux                        |

## Röstskådespelare

### Franska röst i filmer
| År   | Titel               | Röst             | Regissör             |
| ---- | ------------------- | ---------------- | -------------------- |
| 1972 | Gudfadern           | Luca Brasi       | Francis Ford Coppola |
| 1973 | Mannen med oxpiskan | Sheriff Dan Shaw | Clint Eastwood       |

### Franska röst i TV-serier
| År      | Titel             | Röst                                                  |
| ------- | ----------------- | ----------------------------------------------------- |
| 1963–66 | Thierry la Fronde | Taillevent (episoder 32 från 48) / Arnaut (episod 20) |
| 1976–81 | The Muppet Show   | Link Hothrob / Statler                                |

### Animerade filmer
| År   | Svensk titel                     | Originaltitel                   | Röst                               |
| ---- | -------------------------------- | ------------------------------- | ---------------------------------- |
| 1967 | Asterix och hans tappra galler   | Astérix le Gaulois              | Majestix / Caius Bonus / köpman    |
| 1968 | Asterix och Kleopatra            | Astérix et Cléopâtre            | Majestix / Numerobis               |
| 1971 | Lucky Luke rensar stan           | Lucky Luke                      | Averell Dalton                     |
| 1973 | Robin Hood                       | Robin Hood                      | Tiggarmunk Tuck, en grävling       |
| 1976 | Asterix 12 stordåd               | Les Douze Travaux d'Astérix     | Majestix                           |
| 1978 | Bröderna Daltons hämnd           | La Ballade des Dalton           | Averell Dalton                     |
| 1983 | Lucky Luke – det stora äventyret | Les Dalton en Cavale            | Averell Dalton / bagare / slaktare |
| 1985 | Asterix – gallernas hjälte       | Astérix et la Surprise de César | Obelix                             |
| 1986 | Asterix och britterna            | Astérix chez les Bretons        | Obelix                             |
| 1989 | Asterix – bautastenssmällen      | Astérix et le Coup du menhir    | Obelix                             |
| 1994 | Asterix i Amerika                | Astérix et les Indiens          | Obelix                             |

### Animerade serier
| År      | Titel                     | Röst           |
| ------- | ------------------------- | -------------- |
| 1983–84 | Lucky Luke                | Averell Dalton |
| 1989    | Cubitus                   | Cubitus        |
| 1989    | Jungle Book Shōnen Mowgli | Baloo          |
| 1991–92 | Lucky Luke                | Averell Dalton |

### Datorspel
| År   | Titel                                      | Röst   |
| ---- | ------------------------------------------ | ------ |
| 2004 | Asterix & Obelix XXL                       | Obelix |
| 2005 | Asterix & Obelix XXL 2: Mission: Las Vegum | Obelix |